# Râul Tăuți
Râul Tăuți sau Râul Pe Vale este un curs de apă, afluent al râului Someșul Mic. 